# Cop Rock
Cop Rock est une série télévisée américaine en 11 épisodes de 44 minutes, créée par Steven Bochco et William M. Finkelstein et diffusée entre le 26 septembre et le 26 décembre 1990 sur le réseau ABC.
En France, la série a été diffusée entre le 13 septembre et le 22 novembre 1991 sur Jimmy.

## Synopsis
il s'agit d'une comédie musicale, met en scène la vie d'un commissariat de Los Angeles.

## Distribution
- Anne Bobby : Officier Vicki Quinn
- Barbara Bosson : Maire Louise Plank
- Peter Onorati : Détective Vincent LaRusso
- Teri Austin : Trish Vaughn
- Jeffrey Alan Chandler : Ray Rodbart
- Ronny Cox : Roger Kendrick
- Vondie Curtis-Hall : Warren Osborne
- David Gianopoulos : Officier Andy Campo
- Larry Joshua : Capitaine John Hollander
- Dennis Lipscomb : Sidney Weitz
- Paul McCrane : Détective Bob McIntire
- James McDaniel : Officier Franklin Rose
- Ron McLarty : Détective Lt Ralph Ruskin
- Mick Murray : Détective Joseph Gaines
- William Thomas Jr. : Détective William Donald Potts

## Épisodes
1. Titre français inconnu (Pilot)
2. Titre français inconnu (Ill-Gotten Gaines)
3. Titre français inconnu (Happy Mudder's Day)
4. Titre français inconnu (A Three-Corpse Meal)
5. Titre français inconnu (The Cocaine Mutiny)
6. Titre français inconnu (Oil of Ol' Lay)
7. Titre français inconnu (Cop-a-Feeliac)
8. Titre français inconnu (Potts Don't Fail Me Now)
9. Titre français inconnu (Marital Blitz)
10. Titre français inconnu (No Noose Is Good Noose)
11. Titre français inconnu (Bang the Potts Slowly)

## Commentaires
- Cop Rock est une œuvre tout à fait atypique et unique dans l'univers des séries. En effet, cette série mêle avec un certain bonheur des intrigues policières traditionnelles et des séquences chantées et dansées.

- C'est grâce à l'entêtement de Steven Bochco qu'ABC a accepté de produire Cop Rock qui a bénéficié à l'époque du budget le plus important jamais consacré à une série télévisée. La musique a été confiée à Randy Newman et la chorégraphie à Russel Clark.

- Malheureusement, les téléspectateurs, sans doute déconcertés par ce nouveau concept, ne furent pas au rendez-vous et la série s'arrêta après seulement onze épisodes. La série a ainsi été stoppée trois mois après son lancement. Son coût de production était de 30 à 50 % plus élevé qu’une fiction policière classique. Le coût de chaque épisode était évalué à 1.8 million de dollars[1].

## Récompenses
- Emmy Award 1991 : Meilleure musique de Randy Newman pour l'épisode pilote
- Emmy Award 1991 : Meilleur montage pour l'épisode pilote